# Michel Chapuis
Michel Chapuis (Roche-lez-Beaupré, Doubs, 18 de junho de 1941) é um ex-velocista francês na modalidade de canoagem.

## Carreira
Foi vencedor da medalha de prata em C-2 1000 m em Tóquio 1964, junto com o seu colega de equipa Jean Boudehen.